# Euphyia insulsata
Euphyia insulsata är en fjärilsart som beskrevs av Achille Guenée 1858. Euphyia insulsata ingår i släktet Euphyia och familjen mätare. Inga underarter finns listade i Catalogue of Life.